# N-37 (機関砲)

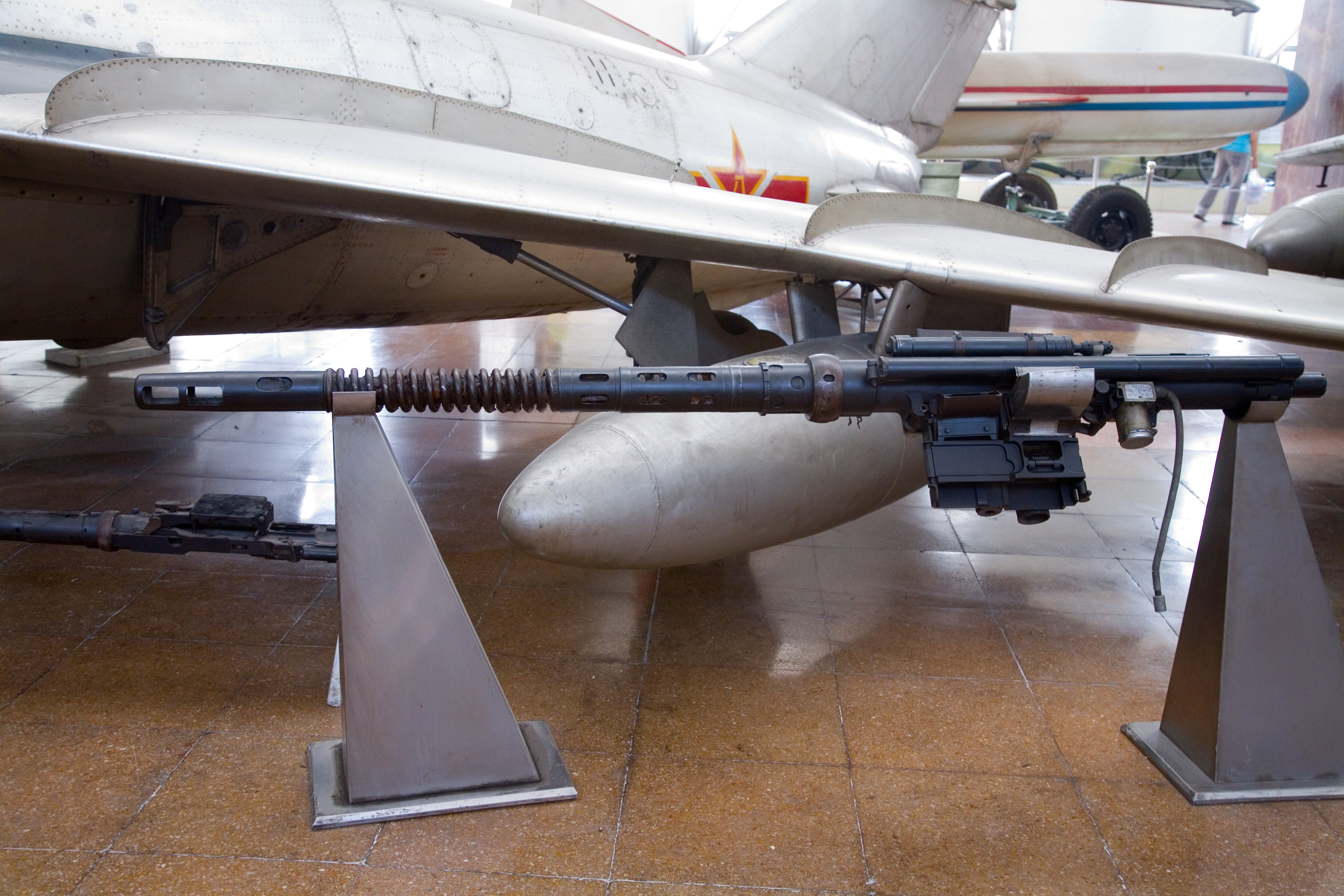
北京の中国人民革命軍事博物館のNudelman N-37

Nudelman N-37はソビエト連邦で開発された大威力の口径37mmの航空機関砲で東側諸国で広く使用された。

## 概要
N-37は第二次世界大戦期のNudelman-Suranov NS-37を更新するためにA.E.ヌーデルマン率いる第16設計局のV.Ya.ネメノフによって設計され、1946年に軍に導入された。N-37はNS-37より、砲口初速は23％低く、重量は30％軽かった。
N-37は大きく重い弾丸（735 g/26 オンスの曳光焼夷榴弾、760 g/27 オンスの曳光徹甲弾）を発射するかなり大きな兵器だった。その砲口初速は大きかったが、発射速度はわずか400 発/分だった。その兵器の大きな反動と排煙は、機関砲と充分な量の弾薬のための空間を確保することと並んで、ジェット戦闘機にとって問題だった。しかし爆撃機を破壊するには多くの場合、一撃で充分だった。
N-37はMiG-9、MiG-15、MiG-17、MiG-19の初期型などの戦闘機、Yak-25、その他に使われた。生産は1950年代後半まで続けられ、その後、軍に長年にわたって残存した。

## バリエーション
N-37
マズルブレーキ無しの基本型
N-37D
マズルブレーキ付きのN-37
N-37L
1950 mmの長砲身のN-37。マズルブレーキ無し。
NN-37
Yak-27のために1950年代後半に開発されたN-37Lの改良型。NN-37はN-37Lと異なりニューマティックカウンターリコイルアクセラレーターを持ち、そのため発射速度が600-700 rpmに達した。この型に合わせて給弾機構が再設計された。

## 性能
- 形式: 単砲身機関砲
- 口径: 37 mm
- 作動方式: ショートリコイル
- 全長: 2455 mm （N-37D）
- コンプリート重量: 103 kg
- 発射速度: 400 rpm
- 砲口初速: 690 m/s （2,260 ft/s）
- 弾頭重量: 735 g （26 オンス）